# Pseudoeurycea rex
Pseudoeurycea rex là một loài kỳ giông trong họ Plethodontidae, tìm thấy chủ yếu ở Guatemala và México. Các môi trường sống tự nhiên của chúng là các khu rừng vùng núi ẩm nhiệt đới hoặc cận nhiệt đới, đồng cỏ ở cao nhiệt đới hoặc cận nhiệt đới, và các khu rừng trước đây bị suy thoái nặng nề. Loài này hiện đang bị đe dọa vì mất môi trường sống.